# Подарок для самого слабого
«Подарок для самого слабого» — советский мультипликационный фильм 1978 года.

## Сюжет
Лев смотрел передачу «В мире животных» и узнал, что в лесу звери обижают самого слабого — Зайчика. Лев решил отправить Зайчику посылку и написал на ней: «Подарок для самого слабого». Когда почта доставила посылку в лес, к ней собрались Лиса, Кабан и Волк и стали спорить, кому она должна достаться. В результате Волк всех отогнал и начал вскрывать. Крышка отвалилась, и из посылки выскочил Лев. Он зарычал: «Ну, кто здесь самый слабый?» Перепуганные Лиса, Волк и Кабан разбежались, а Зайчик пролепетал, что это он. Лев сказал: «Чудак! Ведь я приехал, чтобы заступиться за тебя!» Оказалось, Лев прислал в подарок фрукты и самого себя, чтобы всегда защищать Зайчика. В конце мультфильма Лев и Зайчик шагают по лесу под музыку Ариэля Рамиреса «Жаворонок» — лейтмотив передачи «В мире животных», а по пути вокруг Льва собираются ещё одни самые слабые — Бельчонок и Барсучонок, которых он тоже берёт под свою защиту.

## Создатели
| автор сценария             | Виталий Злотников |
| режиссёр                   | Леонид Каюков |
| художник-постановщик       | Нина Юсупова |
| композитор                 | Игорь Ефремов |
| оператор                   | Борис Котов |
| звукооператор              | Борис Фильчиков |
| редактор                   | Наталья Абрамова |
| ассистенты:                | Елена Туранова, Нина Николаева, Майя Попова |
| художник-декоратор         | Ирина Троянова |
| монтаж                     | Галина Смирнова |
| художники-мультипликаторы: | Виктор Шевков, Владимир Крумин, Фёдор Елдинов, Виктор Лихачёв, Ольга Орлова, Марина Рогова, Марина Восканьянц, Александр Панов                                       |
| роли озвучивали:           | - Клара Румянова — Заяц, - Вячеслав Богачёв — Дятел-почтальон, - Степан Бубнов — Кабан, - Ирина Карташёва — Лиса, - Василий Ливанов — Волк, - Анатолий Папанов — Лев |
| директор картины           | Любовь Бутырина |